# Ciak d'oro 1987
2ª edizione dei Ciak d'oro. La pellicola cinematografica che ottiene il maggior numero di premi è La famiglia di Ettore Scola con undici riconoscimenti.

## Vincitori e candidati
I vincitori sono indicati in grassetto, a seguire gli altri candidati.

### Miglior film
- La famiglia regia di Ettore Scola

### Miglior regista
- Ettore Scola - La famiglia

### Migliore attore protagonista
- Vittorio Gassman - La famiglia

### Migliore attrice protagonista
- Valeria Golino - Storia d'amore

### Migliore attore non protagonista
- Carlo Dapporto e Massimo Dapporto - La famiglia
  - Alessandro Benvenuti - Il ragazzo del Pony Express
  - Mattia Sbragia - Il caso Moro
  - Maurizio Micheli - Il commissario Lo Gatto

### Migliore attrice non protagonista
- Ottavia Piccolo - La famiglia
  - Alessandra Panelli - La famiglia
  - Athina Cenci - La famiglia
  - Enrica Maria Modugno - Il caso Moro
  - Lina Sastri - L'inchiesta
  - Monica Scattini - La famiglia

### Migliore produttore
- Franco Committeri - La famiglia

### Migliore sceneggiatura
- Ruggero Maccari, Furio Scarpelli, Ettore Scola - La famiglia
  - Giuseppe Tornatore, Massimo De Rita - Il camorrista
  - Giuseppe Ferrara, Armenia Balducci, Robert Katz - Il caso Moro
  - Fabio Carpi - Il quartetto Basileus
  - Pupi Avati - Regalo di Natale

### Migliore fotografia
- Giuseppe Lanci - Diavolo in corpo
  - Silvano Ippoliti - Capriccio
  - Blasco Giurato - Il camorrista
  - Maurizio Dell'Orco - Storia d'amore
  - Giuseppe Ruzzolini - Stregati

### Migliore sonoro
- Raffaele De Luca - Regalo di Natale
  - Pippo Ghezzi - Romance
  - Vincenzo Nardi - Storia d'amore
  - Raffaele De Luca - Una domenica sì

### Migliore scenografia
- Luciano Ricceri - La famiglia
  - Giorgio Luppi - D'Annunzio
  - Marco Dentici - Storia d'amore
  - Ugo Chiti - Stregati
  - Mario Chiari - Via Montenapoleone

### Migliore montaggio
- Francesco Malvestito - La famiglia
  - Mirco Garrone - Diavolo in corpo
  - Roberto Perpignani - Il caso Moro
  - Carla Simoncelli - Storia d'amore
  - Sergio Montanari - Stregati

### Migliore costumi
- Gabriella Pescucci - La famiglia
  - Marisa D'Andrea - D'Annunzio
  - Giulia Mafai - L'inchiesta
  - Anna Anni, Maurizio Millenotti - Otello
  - Bruna Parmesan, Marina Straziota - Via Montenapoleone

### Migliore colonna sonora
- Armando Trovajoli - La famiglia

### Migliore canzone originale
Donne così di Umberto Smaila - Caramelle da uno sconosciuto

### Ciak d'oro per il migliore manifesto
- Via Montenapoleone

### Migliore film straniero
- Platoon di Oliver Stone (USA)

### Ciak d'oro alla carriera
- Paolo Stoppa e Monica Vitti